# Richard Nonas

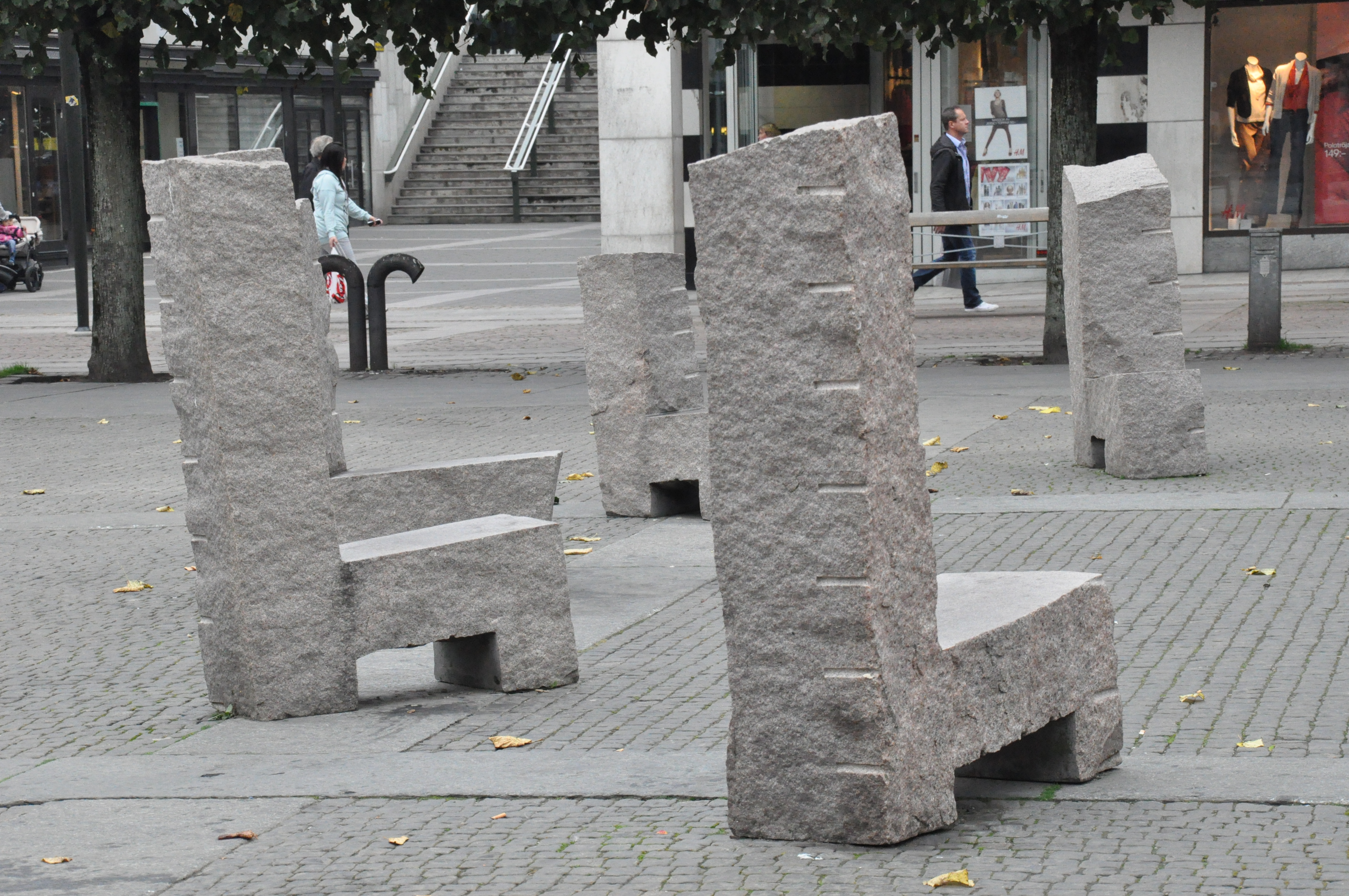
Borås Surround på Stora torget i Borås.

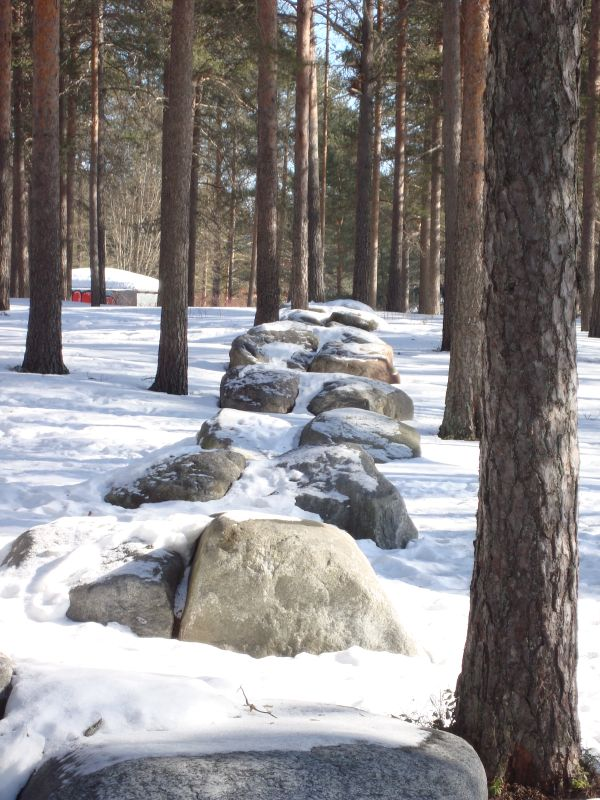
55 meter long double-line of boulders i Umedalens skulpturpark.

Richard Nonas, född 3 januari 1936 i New York, död 11 maj 2021 i New York, var en amerikansk skulptör och installationskonstnär.
Richard Nonas studerade litteraturvetenskap och socialantropologi på Michiganuniversitetet, Columbia-universitetet i New York och på Universitet i North Carolina och har därefter arbetat tio år som socialantropolog därvid bedrivit studier av nordamerikanska indianer i Mexico och Arizona samt inuiter i Kanada. 
I början av 1970-talet började han med skulptur och ingick då i gruppen Anarchitecture med Richard Serra och Gordon Matta-Clark.

## Offentliga verk i urval
- Aletheia, granit, 1986, Skissernas museum i Lund
- 17 skulpturer, granit, 1994, perrongen på Skarpnäcks tunnelbanestation, Stockholm
- Borås Surround, granit, 1994, Stora torget i Borås
- 55 meter long double-line of boulders, 1997, Umedalens skulpturpark i Umeå
- River Run/Snake in the Sun, 2001, Fundación NMAC i Vejer de la Frontera i Spanien

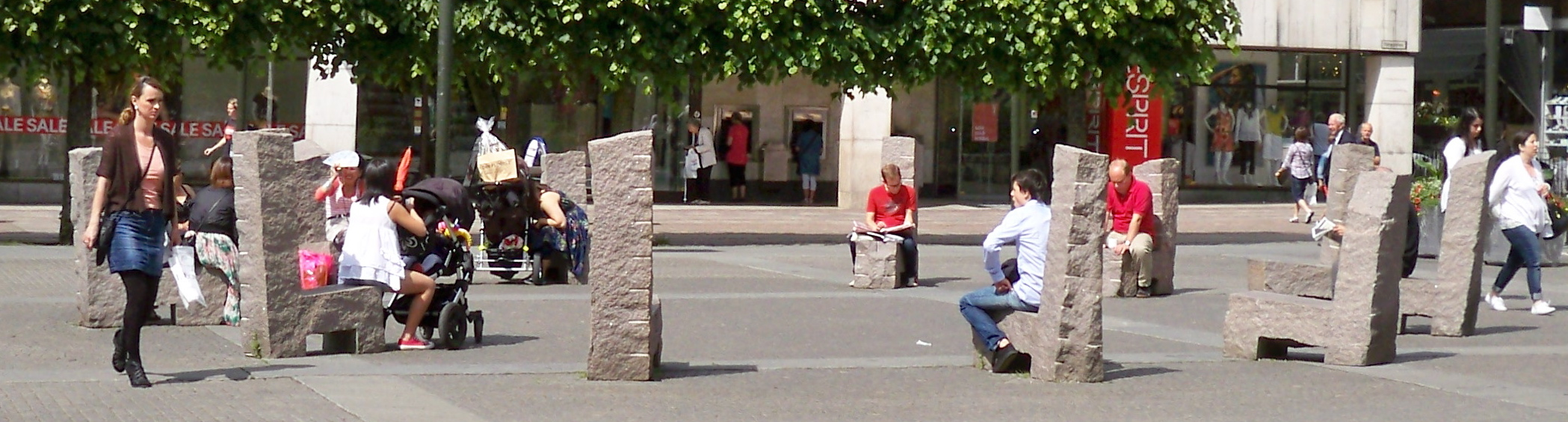
Borås Surround, Borås

## Fotogalleri

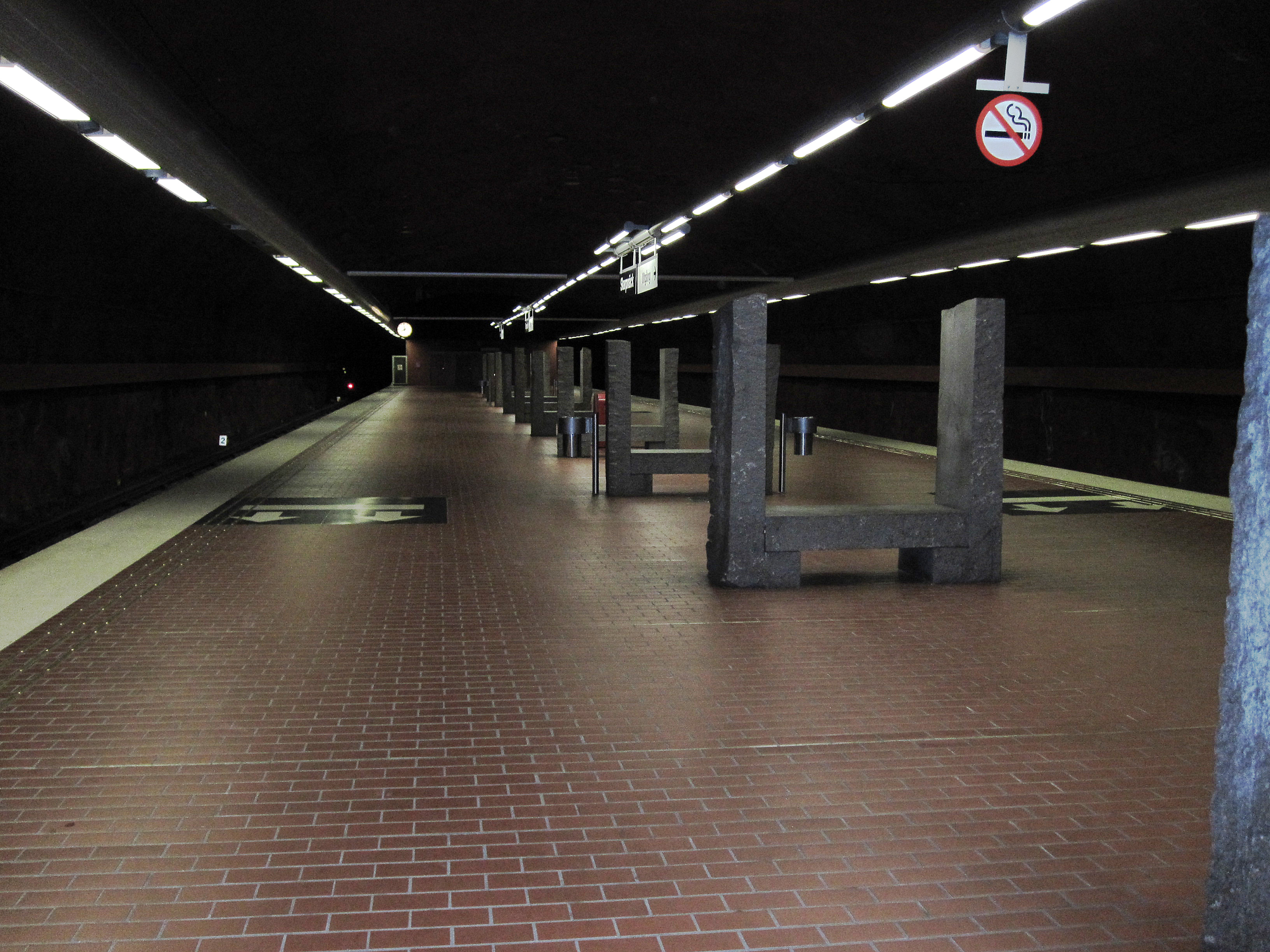
Skarpnäcks tunnelbanestation, Stockholm.
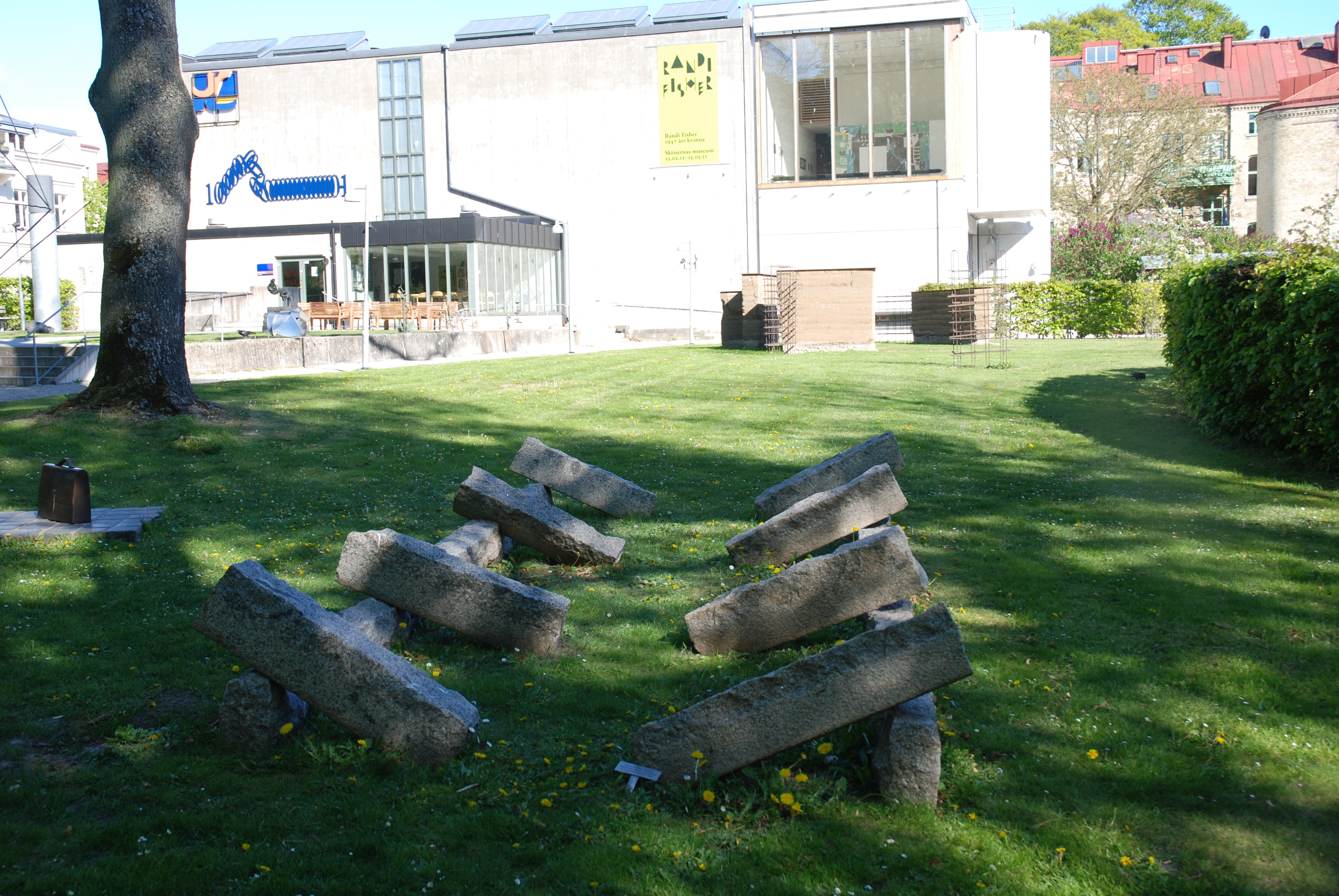
Aletheia, Skissernas museum i Lund.